# Дом Отдыха «Озеро Горькое»
Дом Отдыха «Озеро Горькое» — упразднённый посёлок в Егорьевском районе Алтайского края России. На момент упразднения входил в состав Лебяжинского сельсовета. Исключен из учётных данных в 2000 году.

## География
Находился в юго-западной части края, в степной зоне в Сростинском сосновом бору, вблизи юго-восточного берега озера Горькое, на расстоянии примерно 3,5 километров (по прямой) к юго-западу от села Лебяжье.
Климат
умеренный, континентальный. Средняя температура января составляет −12,5 °C, июля — +18,6 °C. Годовое количество осадков составляет 362 мм.

## История
Постановлением Алтайского краевого совета народных депутатов от 28 декабря 2000 года № 386 населённый пункт, исключен из учётных данных.